# Dakota Fanning
Hannah Dakota Fanning (Conyers, Georgia, 1994. február 23. –) amerikai színésznő.

## Élete és pályafutása

### Gyermekkora
1994. február 23-án született Georgia államban. Édesanyja Heather Joy, édesapja Steven J. Fanning. Édesanyja 27 éves volt lánya születésekor. Húga, Elle Fanning szintén a filmszakmából ismert.
Pályafutása ötéves korában kezdődött, amikor szerepet kapott egy Tide mosóporreklámban, ahová több ezer jelentkezőből választották ki. Ezt több kisebb tévésorozatban történő vendégszerep követte: Jóbarátok, Kerge város, CSI: A helyszínelők, Vészhelyzet, utóbbiban egy leukémiás kislányt játszott. Fanning saját bevallása szerint ez volt az egyik legkedvesebb szerepe, melyről így nyilatkozott: „Egy leukémiást játszottam, aki autószerencsétlenség áldozata lett. A két nap alatt, amíg dolgoztam, egy nyakmerevítőt és orrtöméseket viseltem.” Későbbi sikerei után a Harmadik típusú emberrablások című sci-fi sorozatban kapott főszerepet.

### Filmes pályafutása
Valódi filmes karrierje a Nevem Sam című filmdrámával kezdődött, a forgatás kezdetén mindössze hatéves volt. Egy olyan kislányt játszik, akit el akarnak szakítani fogyatékos apjától (Sean Penn). A film nemcsak elismerő kritikákat hozott számára, hanem nemzetközileg elismert díjakat is, köztük a Broadcast Film Critic Association Award-ot. Ezen a díjátadáson történt, hogy Fanning nem érte fel a mikrofont, ezért Orlando Bloom tartotta fel, hogy beszélni tudjon.
A sikerek után a család úgy döntött, átköltöznek Los Angelesbe, Fanning karrierjének egyengetése érdekében. Később a Nevem Sam-beni alakításával. Mint több hasonló, első filmszereppel történő berobbanás esetében, Fanning is sorban kapta az ajánlatokat a filmfőszerepekbe, melyekben más, ismert színészek oldalán kellett részt vennie.
2002-ben, hétévesen játszott a Csapdában című angol-német thrillerben, amelynek filmproducere, Mimi Polk Gitlin „kis csodagyerek”-ként írta le Fanningot. Még ugyanebben az évben következett a Mindenütt nő című romantikus filmvígjáték, és egy családi film, a Jancsi és Juliska, melyekben csak mellékszereplőként volt jelen.
2003-ban, nyolcévesen a Nagydumás kiscsajok című vígjátékban játszott Brittany Murphy (egy gyermeklelkű dada) oldalán. Murphy így nyilatkozott Dakotáról: „Kimagaslóan bölcs, és rendkívül eszes, agyafúrt és intelligens. Egyike a legnagyszerűbb, legkiegyensúlyozottabb, legalaposabb embereknek, akikkel valaha is találkoztam életemben”. Ebben az évben játszott még a híres Dr. Seuss könyv, a Macska, Le A Kalappal! megfilmesítésében. Ebben a filmben is több ismert személlyel dolgozhatott együtt, akik közül Mike Myers az alábbi mondattal fejezte ki hódolatát Fanning iránt: „Olyan aranyos, hogy az ember legszívesebben beleharapna az arcába, persze nem megsértve a bőrt, csupán kicsit rágcsálni…”.
Következő filmje a Mexikóvárosban játszódó A tűzben edzett férfi, ahol Denzel Washingtonnal dolgozott együtt. Washington először szoros időbeosztása miatt nem akarta vállalni a szerepet. Ám mikor felesége megtudta, hogy Fanning is játszik a filmben, rábeszélte férjét a szerepre, mert látni szerette volna a kis Fanninget munka közben.
2004 februárjában Fanning a 10. születésnapját ünnepelte, és a rajongók, illetve a kritikusok némi csorbát véltek fölfedezni népszerűségén, melyet annak számlájára írtak, hogy kezd kinőni a gyerekszínész kategóriából. A 2005-ös év újabb sikereket hozott a színésznő számára, először a Bújócskával, melyben egy lelkileg súlyosan sérült kislányt, Emily-t alakított, Robert De Niro oldalán. Majd nyáron a H. G. Wells klasszikus regényén alapuló Világok harcában, Steven Spielberg szuperprodukciójában játszott főszerepet Tom Cruise filmbéli lányaként. A film a klasszikus 1898-as Wells-regény modern világba való átültetése, mely egy család szemszögéből ismerteti a földönkívüliek mindent elsöprő támadását. Fanning saját bevallása szerint nagyon szeretett a Világok harcán dolgozni. Megkedvelte Cruise-t, akivel állítólag sokat játszott és beszélgetett a forgatásokon kívül is. Spielberget pedig az egyik legnagyobb filmkészítőnek tartja és egy interjúban úgy nyilatkozott, hogy igyekezett Spielberg minden mozdulatát megjegyezni, hátha valamikor még profitálhat a filmes legenda trükkjeiből.
Még ebben az évben következett Az álmodó című családi film, melyben Kurt Russell-lel játszott együtt. Az Amerikai Egyesült Államokban szép sikereket ért el, amit a kritikusok kizárólag Fanning alakításának tulajdonítanak. 2006 tavaszán mutatták be a következő, Dakota főszereplésével készült filmet, Malac a pácban címmel. Ez egy egy klasszikus történetet feldolgozó családi film. Szerződtették az Alice Csodaországban megfilmesítésére.
A nagy sikerű Twilight-könyvsorozatból készített film, az (Alkonyat) második részében, a 2009-es Újholdban is szerepet kapott. Jane-t, az egyik vámpírt alakította Robert Pattinson és Kristen Stewart oldalán.

## Érdekességek
Fanning-nek van egy húga, Elle Fanning. Elle is játszott már filmekben, bár Dakotához méltó sikereket még nem sikerült elérnie. Elle pályafutása azzal kezdődött, hogy Dakota múltbeli, fiatalabb „változatát” alakította az Nevem Sam-ben és a Harmadik típusú emberrablásokban.
Dakota sikereinek köszönhetően valóságos filmsztárrá nőtte ki magát az USA-ban, ahol nevét többek közt Julia Roberts-ével együtt emlegetik. Az utóbbi években egyértelműen ő lett „a legtöbbet érő színésznő”. Dakota, hogy bebizonyítsa, a magánéletben ő sem több egy átlagos kislánynál, egy alkalommal így nyilatkozott magáról: „Mikor hazamegyek, játszom a babáimmal és a plüssállataimmal, mintha igaziak lennének”. Dakota egyébként a Dreamer-ben játszott szerepe óta imád lovagolni, ezért kapott is egy saját lovat.
Majd csatlakozott a Girls Scouts (cserkészlányok) szervezetbe. Az egyik Talk show-ban demonstrálta, hogy szokott süteményt eladni.
A többszöri közös munkájuk után Steven Spielberg így nyilatkozott Dakotáról: „Úgy gondolom, mindannyian egyetértünk abban, hogy Dakota Fanning-nek van egy adottsága. Egy nagyszerű adottsága, melyet ő hál’ istennek nem von kérdőre, és igazából, nem is tudja, hogyan válaszolhatná meg az ilyen kérdéseket. És ez lenne az adottsága: fogalma sincs róla, milyen tehetséges is ő, milyen gyorsan képes átélni egy szituációt, felfogni a lényegét, átgondolni, hogyan is reagálna valójában, egy igazi szituációban és minden alkalommal a valóságot mutatni, minden alkalommal, mikor azt mondom: ’Felvétel!’. Különös látni, milyen következetes is a maga tiszta, természetes őszinteségében”.
Leggyakoribb magyar szinkronhangjai Földes Eszter, Kántor Kitty és Talmács Márta.

## Filmográfia

### Film

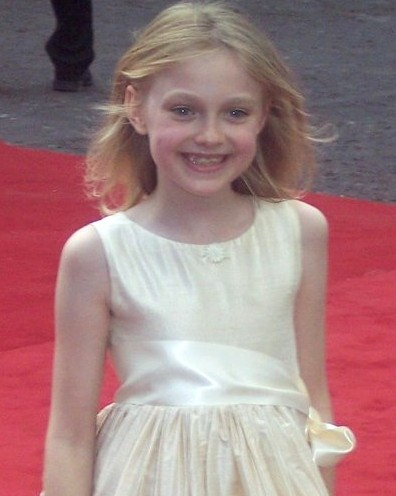
2005-ben

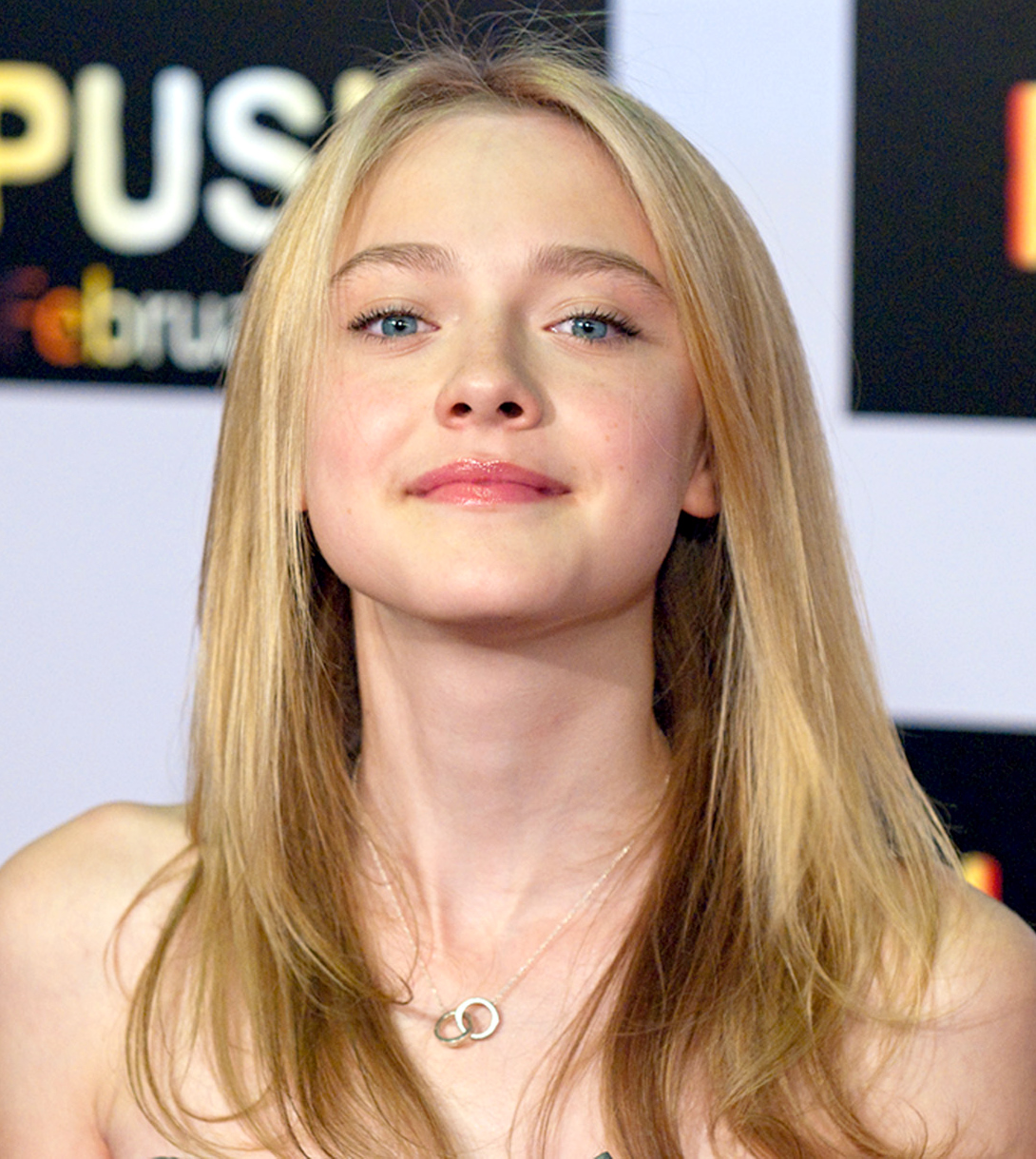
2009 januárjában

| Év   | Magyar cím                          | Eredeti cím                               | Szerep                           | Magyar hang     |
| ---- | ----------------------------------- | ----------------------------------------- | -------------------------------- | --------------- |
| 2001 | Vad kanok                           | TomCats                                   | kislány a parkban                |                 |
| 2001 | Nevem Sam                           | I Am Sam                                  | Lucy Diamond Dawson              | Bánlaki Kelly   |
| 2002 | Csapdában                           | Trapped                                   | Abigail "Abbie" Jennings         | Kántor Kitty    |
| 2002 | Mindenütt nő                        | Sweet Home Alabama                        | Melanie gyerekként               | Kántor Kitty    |
| 2002 |                                     | Hansel and Gretel                         | Katie                            |                 |
| 2003 | Nagydumás kiscsajok                 | Uptown Girls                              | Lorraine „Ray” Schleine          | Bánlaki Kelly   |
| 2003 | A macska – Le a kalappal!           | Cat in The Hat                            | Sally                            | Talmács Márta   |
| 2003 | Kim Possible – Időutazás            | Kim Possible: A Sitch in Time             | Kim óvodásként (hangja)          |                 |
| 2004 | A tűzben edzett férfi               | Man On Fire                               | Pita Ramos                       | Talmács Márta   |
| 2004 | Totoro – A varázserdő titka         | My Neighbor Totoro                        | Kuszakabe Szacuki (angol hangja) | Bálint Sugárka  |
| 2005 | Bújócska                            | Hide and Seek                             | Emily Callaway                   | Kántor Kitty    |
| 2005 | Lilo és Stitch 2. – Csillagkutyabaj | Lilo and Stitch                           | Lilo (hangja)                    | Kántor Kitty    |
| 2005 |                                     | Nine Lives                                | Maria                            |                 |
| 2005 | Világok harca                       | The War of The Worlds                     | Rachel Ferrier                   | Talmács Márta   |
| 2005 | Az álmodó                           | Dreamer                                   | Cale Crane                       | Kántor Kitty    |
| 2006 | Malac a pácban                      | Charlotte's Web                           | Fern Arable                      | Ungvári Zsófia  |
| 2007 |                                     | Hounddog                                  | Lewellen                         |                 |
| 2008 | A méhek titkos élete                | The Secret Life of Bees                   | Lily Owens                       | Talmács Márta   |
| 2008 | Szárnyas teremtmények               | Winged Creatures                          | Anne Hagen                       | Tamási Nikolett |
| 2009 | Coraline és a titkos ajtó           | Coraline                                  | Coraline Jones (hangja)          | Csifó Dorina    |
| 2009 | Az energia                          | Push                                      | Cassie Holmes                    | Talmács Márta   |
| 2009 | Alkonyat – Újhold                   | The Twilight Saga: New Moon               | Jane Volturi                     | Földes Eszter   |
| 2010 | The Runaways – A rocker csajok      | The Runaways                              | Cherie Currie                    | Mánya Zsófia    |
| 2010 | Alkonyat – Napfogyatkozás           | The Twilight Saga: Eclipse                | Jane Volturi                     | Földes Eszter   |
| 2012 | Alkonyat: Hajnalhasadás – 2. rész   | The Twilight Saga: Breaking Dawn – Part 2 | Jane Volturi                     | Földes Eszter   |
| 2012 | Napról napra                        | The Motel Life                            | Annie James                      |                 |
| 2012 | Most jó                             | Now Is Good                               | Tessa Scott                      | Czető Zsanett   |
| 2013 | Sötét húzások                       | Night Moves                               | Dena Brauer                      |                 |
| 2013 | Robin Hood végnapjai                | Last of Robin Hood                        | Beverly Aadland                  | Czető Zsanett   |
| 2013 |                                     | Very Good Girls                           | Lilly Berger                     |                 |
| 2014 | Effie Gray                          | Effie Gray                                | Euphemia "Effie" Gray            |                 |
| 2014 |                                     | Every Secret Thing                        | Ronnie Fuller                    |                 |
| 2014 | Sam – Kismadár nagy kalandja        | Yellowbird                                | Delf (hangja)                    | Zsigmond Tamara |
| 2015 | A jótevő                            | The Benefactor                            | Olivia                           | Kántor Kitty    |
| 2016 | Megtorlás                           | Brimstone                                 | Liz                              |                 |
| 2016 | Amerikai pasztorál                  | American Pastoral                         | Merry Levov                      | Földes Eszter   |
| 2017 | Világot látok                       | Please Stand By                           | Wendy                            | Földes Eszter   |
| 2018 | Ocean’s 8 – Az évszázad átverése    | Ocean's 8                                 | Penelope Stern                   | Gulás Fanni     |
| 2019 | Volt egyszer egy Hollywood          | Once Upon a Time in Hollywood             | Squeaky Fromme                   | Földes Eszter   |
| 2019 |                                     | Sweetness in the Belly                    | Lilly Abdal                      |                 |
| 2020 |                                     | Viena and the Fantomes                    | Viena                            |                 |
| 2023 | A védelmező 3.                      | The Equalizer 3                           | Emma Collins                     | Kelemen Kata    |
| 2024 | A figyelők                          | The Watchers                              | Mina                             | Földes Eszter   |

Egyéb filmek
- 2001: Father Xmas (rövidfilm) – Clairee
- 2004: In the Realms of the Unreal (dokumentumfilm) – narrátor (hangja)
- 2007: Cutlass (rövidfilm) – Lacy
- 2012: Celia (rövidfilm) – Hannah Jones
- 2016: The Escape (rövidfilm) – Lily
- 2017: Zygote (rövidfilm) – Barklay

### Televízió
| Év        | Magyar cím                        | Eredeti cím                    | Szerep                         | Megjegyzések                                   |
| --------- | --------------------------------- | ------------------------------ | ------------------------------ | ---------------------------------------------- |
| 2000      | Vészhelyzet                       | ER                             | Delia Chadsey                  | 1 epizód                                       |
| 2000      | Ally McBeal                       | Ally McBeal                    | Ally ötévesen                  | 1 epizód                                       |
| 2000      | Mrs. Klinika                      | Strong Medicine                | Edie lánya                     | 1 epizód                                       |
| 2000      | CSI: A helyszínelők               | CSI: Crime Scene Investigation | Brenda Collins                 | 1 epizód                                       |
| 2000      | Ügyvédek                          | The Practice                   | Alessa Engel                   | 1 epizód                                       |
| 2000      | Kerge város                       | Spin City                      | Cindy                          | 1 epizód                                       |
| 2001      | Már megint Malcolm                | Malcolm in the Middle          | Emily                          | 1 epizód                                       |
| 2001      |                                   | The Fighting Fitzgeralds       | Marie                          | próbaepizód                                    |
| 2001      | Family Guy                        | Family Guy                     | kislány (hangja)               | 1 epizód                                       |
| 2001      |                                   | The Ellen Show                 | Ellen fiatalon                 | 1 epizód                                       |
| 2002      | Harmadik típusú emberrablások     | Taken                          | Allison "Allie" Clarke         | minisorozat (10 epizód)                        |
| 2004      | Az igazság ligája: Határok nélkül | Justice League Unlimited       | Wonder Woman fiatalon (hangja) | 1 epizód                                       |
| 2004      | Jóbarátok                         | Friends                        | Mackenzie                      | 1 epizód                                       |
| 2018–2020 | Az elmeorvos                      | The Alienist                   | Sara Howard                    | főszereplő (18 epizód)                         |
| 2018–2021 |                                   | Gen:Lock                       | Miranda Worth (hangja)         | websorozat (15 epizód)                         |
| 2022      |                                   | The First Lady                 | Susan Ford Bales               | 10 epizód                                      |
| 2024      | Ripley                            | Ripley                         | Marge Sherwood                 | - minisorozat - magyar hangja: - Földes Eszter |
| 2024      | A tökéletes pár                   | The Perfect Couple             | Abby Winbury                   | - minisorozat - magyar hangja: - Földes Eszter |